# Tainai
Tainai (japanska: 胎内市?, Tainai-shi) är en stad i Niigata prefektur i Japan. Staden bildades 2006 genom en sammanslagning av kommunerna Nakajō och Kurokawa.